# AS Tefana
Association Sportive Tefana är en fotbollsklubb från Faaa, Tahiti, Franska Polynesien. Klubben grundades 11 maj 1933 och spelar sina hemmamatcher på Stade Louis Ganivet. Laget spelar i ett gult matchställ med gröna detaljer.